# الشريط الأبيض (فلم)
الشريط الأبيض (بالألمانية: Das weiße Band) هو عنوان فيلم نمساوي بالأبيض والأسود أخرجه في عام 2009 المخرج النمساوي ميشيل هانيكي. تدور أحداث الفيلم حول جوقة من الأطفال في قرية بشمال ألمانيا قبيل الحرب العالمية الأولى. فاز الفيلم بجائزة السعفة الذهبية في مهرجان كان السينمائي 2009.

## روابط خارجية
- مقالات تستعمل روابط فنية بلا صلة مع ويكي بيانات